# Берлі (округ, Північна Дакота)
Шаблон:StateAbbr_ 46°59′ пн. ш. 100°28′ зх. д. / 46.98° пн. ш. 100.47° зх. д.
Округ  Берлі (англ. Burleigh County) — округ (графство) у штаті  Північна Дакота, США. Ідентифікатор округу 38015.

## Історія
Округ утворений 1873 року.

## Демографія
За даними перепису 
2000 року 
загальне населення округу становило 69416 осіб, зокрема міського населення було 58420, а сільського — 10996.
Серед мешканців округу чоловіків було 33918, а жінок — 35498. В окрузі було 27670 домогосподарств, 18198 родин, які мешкали в 29003 будинках.
Середній розмір родини становив 2,99.
Віковий розподіл населення поданий у таблиці:
| Стать    | До 15 років | 15-21 | 22-29 | 30-39 | 40-49 | 50-65 | 65-85 | Понад 85 |
| -------- | ----------- | ----- | ----- | ----- | ----- | ----- | ----- | -------- |
| Чоловіки | 6980        | 4132  | 3814  | 4933  | 5572  | 4955  | 3212  | 320      |
| Жінки    | 6935        | 3989  | 3543  | 4874  | 5864  | 5185  | 4230  | 878      |

## Суміжні округи
- Шерідан — північ
- Кіддер — схід
- Еммонс — південь
- Мортон — південний захід
- Олівер — захід
- Маклейн — північний захід

## Виноски
1. ↑  US Decennial Census. US Census Bureau. Архів оригіналу за 26 квітня 2015. Процитовано 10 квітня 2016.
2. ↑  Historical Census Browser. University of Virginia Library. Архів оригіналу за 11 серпня 2012. Процитовано 27 січня 2015.
3. ↑  Forstall, Richard L., ред. (27 березня 1995). Population of Counties by Decennial Census: 1900 to 1990. US Census Bureau. Архів оригіналу за 5 березня 2015. Процитовано 27 січня 2015.
4. ↑  Census 2000 PHC-T-4. Ranking Tables for Counties: 1990 and 2000 (PDF). US Census Bureau. 2 квітня 2001. Архів оригіналу (PDF) за 18 грудня 2014. Процитовано 27 січня 2015.
5. ↑  State & County QuickFacts. Бюро перепису населення США. Архів оригіналу за 7 липня 2011. Процитовано 31 жовтня 2013. [Архівовано 2011-06-07 у Wayback Machine.](англ.) Наведено за англійською вікіпедією.
6. ↑  American FactFinder. Бюро перепису населення США. Архів оригіналу за 26 лютого 2012. Процитовано 31 січня 2008. [Архівовано 2008-05-21 у Wayback Machine.]

| США | Це незавершена стаття з географії США. Ви можете допомогти проєкту, виправивши або дописавши її. |